# مزخرف (ترانه)
«مزخرف» (انگلیسی: Nonsense) ترانه‌ای از خواننده آمریکایی، سابرینا کارپنتر از پنجمین آلبوم استودیویی او به نام ایمیل‌هایی که نمی‌توانم بفرستم (۲۰۲۲) است. متن ترانه توسط کارپنتر، استف جونز و تهیه‌کنندهٔ ترانه، جولیان بونتا نوشته شده است. این ترانه ابتدا به عنوان نهمین قعطهٔ آلبوم منتشر شد، اما بعد از اینکه در تیک‌تاک مورد توجه قرار گرفت، به پنجمین تک‌آهنگ آلبوم تبدیل شد. «مزخرف» مانند «اسپرسو» که در سال ۲۰۲۴ منتشر شد، به یکی از ترانه‌های شاخص کارپنتر تبدیل شد.
«مزخرف» به سبک آریانا گرانده شباهت‌هایی داشت. موزیک ویدئوی این ترانه در ۱۰ نوامبر ۲۰۲۲ منتشر شد. علاوه بر این، یک نسخه اسپید آپ و یک ریمیکس ویژه تعطیلات به نام «یک کریسمس مزخرف» هم منتشر شدند. این ترانه در جدول بیلبورد گلوبال ۲۰۰ به جایگاه ۳۵ رسید و در کشورهای مختلف وارد ۱۰ آهنگ برتر شد. ریمیکس این ترانه با همکاری کوی لیرای در ۲۳ مارس ۲۰۲۳ منتشر شد.